# ジョルジュ・シャルパク
ジョルジュ・シャルパク（Georges Charpak フランス語: [ʃaʁpak], 1924年3月8日 - 2010年9月29日）はポーランド系フランス人（ポーランドとフランスの二重国籍）の物理学者でノーベル物理学賞受賞者。ホロコースト生還者である。

## 生涯
シャルパクは、ポーランドのDąbrowica村（現在はウクライナ・リウネ州のドゥブロヴィツャ(Дубровиця)村でユダヤ人の家系に生まれた。彼が7歳の時、一家はフランスへ引っ越した。
第二次世界大戦中、彼はレジスタンスに属し、1943年にヴィシー政権により投獄された。1944年にダッハウ強制収容所に収監され、1945年に収容所が解体されるまで収容されていた。モンペリエの高校を卒業後、1945年にフランスで最もレベルの高い工業学校の一つであるパリ国立高等鉱業学校に入学した。翌1946年、フランスに帰化した。
1948年に鉱業工学の学士号を取得して卒業すると、彼は国立科学研究センター（CNRS）で働き始めた。1954年にパリのコレージュ・ド・フランスのフレデリック・ジョリオ＝キュリーの下で原子物理学の博士号を取得した。1959年からはジュネーヴの欧州原子核研究機構（CERN）で研究を行った。
1985年に科学アカデミーのメンバーになり、1989年に第1回高エネルギー・素粒子物理学賞受賞、1992年に多線式比例計数管の開発によりノーベル物理学賞を受賞した。フランスではシャルパクは原子力発電の強力な支持者として知られ、『原子力科学者会報』(Bulletin of the Atomic Scientists) 誌のスポンサー委員を務めた。2010年、パリで死去。